# Саид Джарра
Саид Джарра (англ. Sayid Jarrah, араб. سعيد جراح‎) — один из главных героев телесериала «Остаться в живых». Саид — один из выживших, летевших в средней части самолёта рейса 815. Его роль исполняет британский актёр Навин Эндрюс.

## Биография

### До авиакатастрофы
Саид родился в 1967 году в Тикрите, Ирак. Как-то раз отец Саида, придерживаясь местных традиций, приказал старшему сыну (13 лет), убить курицу. Он вложил ему в руку нож и велел не возвращаться, пока не убьет. Но мальчишка лишить курицу жизни не мог. На помощь ему пришёл 10-летний Саид, он подманил курицу и бесстрастно свернул ей голову. Отец был недоволен тем, что это сделал не старший сын, но сказал: «По крайней мере, один из вас точно вырастет мужчиной». («Это наш ты», 10-я серия 5-го сезона)
Окончив университет в Каире, на протяжении пяти лет служил офицером связи в Республиканской гвардии Ирака. Во время операции «Буря в пустыне» его взяли в плен американцы. Остин хотел, чтобы Саид выведал у своего командира Тарика местоположение пленного американского летчика. Сперва тот отказался совершить предательство, но передумал, узнав, что именно по приказу Тарика в деревне, где жили его родные, был применен зарин. С помощью набора пыточных инструментов, которые получил от американца Келвина Инмана, он заставил Тарика заговорить. («Один из них», 14-я серия 2-го сезона)
В конце войны американцы отпустили Саида, и он вернулся в ряды армии. Вскоре его перевели в разведку. В обязанности Саида входило проводить допросы задержанных и любыми способами выпытывать у них информацию. Однажды к нему привели Надию, подругу его детства, которую подозревали в связях с террористами. Не сумев добиться её согласия сотрудничать, он получил приказ казнить девушку. Саид вывел её из камеры, а затем, застрелив напарника, отпустил на свободу. Надия просила его бежать вместе, но Саид предпочел остаться, так как в противном случае пострадали бы его родственники. Чтобы начальство поверило в то, что пленница сама организовала побег, Саид прострелил себе ногу и отдал ей пистолет. («Другие», 9-я серия 1-го сезона)
Спустя некоторое время Саид оказался в Париже, где работал поваром в арабском ресторане. Посетитель по имени Сами пригласил его к себе на работу, и тот согласился. Познакомившись с его женой Амирой, Саид заметил на её руках следы сильных ожогов. После этого по приказу Сами его избили и, связав, заперли в кладовой. Как оказалось, такова была месть Сами за то, что Саид когда-то пытал его жену. Он клялся, что не трогал Амиру и не помнит её, но Сами продолжал избивать его в присутствии жены (пока она не остановила его) и выпытывать признание. Однажды ночью Амира пришла к нему одна. Она рассказала ему историю о том, как спасла от уличных мальчишек кошку, которую держала в руках, и Саид признался в том, что помнит её, и попросил прощения за мучения, которые она испытала. Амира простила Саида и пообещала попросить мужа отпустить его на свободу. («Введите 77», 11-я серия 3-го сезона)
Через семь лет после побега Надии Саида арестовали в лондонском аэропорту Хитроу. Правительственные агенты пообещали раскрыть ему местоположение Надии, которую он все эти годы безуспешно искал, на одном условии — Саид должен был отправиться в Австралию, возобновить знакомство со своим бывшим однокурсником Эссамом и выведать у него, где спрятаны 130 кг украденной взрывчатки C-4. Ради возлюбленной Саид согласился на сотрудничество. В Сиднее он якобы случайно встретился с Эссамом, и тот познакомил его со своими товарищами-террористами. Быстро завоевав их доверие, Саид уговорил друга стать смертником и подорвать украденную взрывчатку во время террористического акта. Когда развязка была близка, он, будучи под гнетом чувства вины, признался другу в том, что предал его, и предложил бежать, но Эссам застрелился. После похорон друга (Саид настоял на том, чтобы его похоронили в соответствии с мусульманскими обычаями, а не сожгли) он получил координаты Надии в Лос-Анджелесе и билет на самолёт. («Благие намерения», 21-я серия 1-го сезона)
В аэропорту Сиднея он впервые встретил Шеннон и попросил её присмотреть за его багажом. Девушка, однако, вызвала работников службы безопасности и донесла на араба, сказав что он оставил подозрительную сумку. Она это сделала для того, чтобы Саида сняли с рейса и, таким образом, Шеннон могла занять его пассажирское место в первом классе. Саида задержали, но в итоге с извинениями отпустили, и он успел на посадку. В самолёте авиакомпании Oceanic Airlines он вновь рассматривал фотографии Надии. («Исход. Часть 2»)

### На острове
Вскоре после авиакатастрофы Сойер решил, что Саид являлся террористом, и что он устроил взрыв на самолёте, из-за чего и произошла катастрофа. Обвинив в этом Саида, Сойер начал драку с ним. Несмотря на это, его знания и приобретённый в армии опыт сделали Саида одним из главных героев среди выживших. Починив трансивер из кабины самолёта, он встал во главе группы, которая отправилась на возвышенность, чтобы оттуда попытаться отправить сигнал бедствия. Вместо этого он поймал сигнал на французском, транслирующийся из какой-то точки на острове. Так как после каждого повтора произносились числа, Саид подсчитал, что сигнал отправляется целых 16 лет, и предложил товарищам скрыть это обстоятельство от остальных, дабы не отнимать у них надежду на спасение. («Пилот. Часть 2», 2-я серия 1-го сезона) Позднее он попробовал засечь источник сигнала, но некто — впоследствии выяснилось, что этим человеком был Локк — ударил его по голове и сломал передатчик. («Мотылёк», 7-я серия 1-го сезона)
Когда на Сойера пало подозрение в краже ингаляторов Шеннон, он в присутствии Джека пытал его, повредив руку. В итоге выяснилось, что Сойер не крал лекарства, и Саид, обвиняя себя в содеянном, ушёл в лес, чтобы побыть в одиночестве и заодно исследовать остров. («Мошенник», 8-я серия 1-го сезона) Он нашёл кабель, один конец которого уходил в океан, а другой — в джунгли. Следуя по кабелю, Саид попал в ловушку, а затем в плен к француженке Даниэль Руссо, той самой женщине, которая 16 лет назад отправила сигнал бедствия.
Она приняла его за Другого и пытала электрическим током, пытаясь выведать, где находится её похищенная во младенчестве дочь. В конце концов она поверила, что Саид не имеет к этому отношения, и многое рассказала ему об острове и его секретах. Когда внимание Руссо отвлек шум снаружи её жилища, Саиду удалось бежать, прихватив с собой составленные ею карты острова. («Другие», 9-я серия 1-го сезона)
Вернувшись в лагерь, Саид попросил Шеннон помочь перевести с французского записи Руссо на полях карты. Так между ними зародились романтические отношения, которым, имея на то свои причины, пытался помешать Бун. («Что бы в этом кейсе ни было», 12-я серия 1-го сезона) После гибели брата Шеннон попросила Саида отомстить и убить Лока, которого считала виновным в случившемся. Когда Саид в итоге не смог выполнить её просьбу, отношения между ними испортились. («Благие намерения», 21-я серия 1-го сезона)
Вернув расположение Шеннон, Саид построил для неё палатку, и они провели ночь вместе. В то время, как он вышел за водой, Шеннон увидела призрак Уолта, а затем, столкнувшись с недоверием Саида, бросилась на поиски мальчика в лес. Саид догнал её и признался в любви. В этот момент девушке снова явился Уолт, и она побежала за ним. В этот момент её нечаянно застрелила Ана-Люсия, которая вместе с несколькими выжившими из хвоста самолёта была на подходе к лагерю. После того, как любимая умерла у него на руках, Саид воспылал ненавистью к Ане-Люсии. Тем не менее, когда у него появилась возможность отомстить, он простил её, сказав, что они и так оба мертвы. («Покинутая», 6-я серия 2-го сезона)
Спустя некоторое время Руссо привела Саида в лес, где в западню попался какой-то человек. По утверждению француженки, он был одним из Других, а сам пленник представился Генри Гейлом, воздушный шар которого потерпел крушение на острове. Араб пленил его и отвёл в бункер. Поверив словам Руссо, Саид счёл Гейла, как одного из враждебных островитян, косвенно виновным в гибели Шеннон, и, пока не вмешался Джек, избивал, пытаясь добиться признания. («Один из них», 14-я серия 2-го сезона) Решив проверить достоверность его слов, Саид вместе с Чарли и Аной-Люсией отправился на поиски воздушного шара и нашёл его. Однако в могиле около шара была похоронена не жена пленника, а настоящий Генри Гейл. Этот факт удалось установить благодаря автомобильным правам, которые были на трупе. Саид понял, почему, избивая фальшивого Гейла, он не испытывал чувства вины — подсознательно он был уверен, что пленник лжёт. («Вся правда», 16-я серия 2-го сезона)
Когда в лагерь вернулся Майкл с планом спасения сына, Саид не без основания заподозрил его в сговоре с Другими. Втайне от Майкла он договорился с Джеком, что первым придёт к поселению Других и разведает обстановку. Вместе с Сун и Джином он обогнул остров на яхте Десмонда. По пути они увидели на берегу четырёхпалую стопу — обломок гигантской статуи. Когда они добрались до места назначения, оказалось, что поселение Других опустело. Разложив сигнальный костер, Саид вернулся на яхту, и в этот момент из-за взрыва бункера небо стало фиолетовым. («Живём вместе, умираем поодиночке», 23-я серия 2-го сезона)
Наутро Саид, поняв, что его товарищи скорее всего попали в плен, решил зажечь второй сигнальный костер, чтобы приманить врагов. Однако Другие, вопреки его ожиданиям, напали на них со стороны океана и захватили яхту. При этом Сун, которая оставалась на борту, едва удалось спастись. Саид извинился за то, что подверг жизни корейцев опасности, и вместе они вернулись в лагерь. («Стеклянная балерина», 2-я серия 3-го сезона)
Там вместе с несколькими товарищами он отправился на поиски бункера «Жемчужина». Обнаружив её, они нашли внутри комнату с мониторами наблюдения. На одном из них они увидели одноглазого человека. Далее Саид вместе с Локком, Руссо и Кейт отправился на север, ориентируясь на указание маршрута на посохе мистера Эко. Там им удалось разыскать станцию одноглазого. Им оказался один из Других по имени Михаил Бакунин. Последовала перестрелка, после которой Бакунин был пленён. Несмотря на убеждение Руссо, что его нужно ликвидировать, Саид пощадил пленника. После взрыва станции они пошли, следуя по карте Бакунина, к настоящему месту дислокации Других. («Введите 77», 11-я серия 3-го сезона).
Когда выжившие узнали о корабле направляющимся к острову, они пошли к радиовышке, чтобы связаться с радистом корабля. Узнав о их планах Другие решили им помешать, но Саид, Бернард и Джин пошли их отвлечь. Убив нескольких Других, они обнаружили себя и попали в плен. Бен с Алекс пошли к выжившим, чтобы убедить их не звонить на корабль, потому что там опасные люди. Джек отошёл поговорить с Беном и когда доктор отказался слушать лидера Других, Бен приказал Тому и его людям убить пленников. Из рации раздались выстрелы. Джек яростно накидывается на Бена и избивает его, но позже из рации слышны голос Бернарда и Джек понимает, что их не убили. Другие стреляли в песок. Когда они размышляют, что делать с пленниками, появляются Джульет, Сойер и Хёрли. Убив половину Других Саид в суматохе свернул голову одному из них. Освободившись они хоронят погибших врагов. («В Зазеркалье», 22-я серия 3-го сезона)
После из воды выходит Десмонд с последним сообщением о смерти Чарли. После чего они примыкают к группе Джека. («Начало конца», 1-я серия 4-го сезона)
Пилот вертолёта согласен доставить троих выживших на корабль — в обмен на возвращение Шарлотты. Саид, Майлз и Кейт отправляются за ней в казармы, где встречают группу Локка. Саид и Шарлотта возвращаются к Джеку. Фрэнк взлетает на вертолёте вместе с трупом Наоми, Десмондом и Саидом.
Десмонд с Саидом попадают в зону турбулентности, и у Деза появляются побочные эффекты в виде того, что его сознание может перемещаться во времени. Саид по рации сообщает Джеку, что они добрались до корабля. Десмонд связывается с Пенелопой Уидмор.
На корабле Саид и Десмонд узнают, что шпионом Бена является Майкл Доусон и что на корабле у многих появились психические расстройства.
Майкл рассказывает Саиду и Десмонду, каким образом он попал на корабль.
Капитан даёт Саиду и Десмонду рюкзак, координаты, и говорит, что им нужно плыть немедленно, а если что, он скажет, что лодку украли они сами. Но Десмонд передумал плыть, потому что не вынесет возвращения на остров, на котором он жил 3 года. Саид уплывает один. Саид добирается до острова и идёт с Кейт искать Джека.
Саид и Кейт продолжают поиски Джека по следам. Вскоре Кейт замечает, что следы, по которым они идут, принадлежат не Джеку. Она говорит Саиду, что этих следов гораздо больше и они свежие. И что эти следы обходят их сзади. Тогда они решают выяснить кто за ними следит. Нацелив пистолет на джунгли и осматриваясь по сторонам, Саид крикнул: «Кто там есть?.. Выходите!…». И вскоре с поднятыми руками к ним вышел Ричард Алперт. Он попросил их успокоиться и опустить пистолеты. Кейт его не послушала и приказала стоять на месте, целя в него пистолетом. Внезапно по всей округе показались остальные «Другие» с оружием в руках. Кейт с Саидом опустили пистолеты.
Кими ведёт Бена к вертолёту, но тут наёмник замечает, что Фрэнк Лапидус пытается освободиться от наручников. В этот момент из засады нападают Другие под руководством Ричарда Алперта. Они побеждают солдат Кими и освобождают Бена. В благодарность за то, что Кейт и Саид помогли освободить его, Бен позволяет им покинуть остров на вертолёте Лапидуса. («Долгожданное возвращение. Часть 2», заключительная серия 4-го сезона)

### После острова
Саид спасается с острова и входит в состав Шестёрки Ошеаник, о которой теперь знает весь мир. Саид женится на Надье, но её убивают люди Чарльза Уидмора. Он работает наёмным убийцей для Бенджамина Лайнуса, заводит роман с девушкой по имени Эльза, но позже убивает её, потому что она хотела убить его. После бросает работу киллера и освобождает Хёрли из психиатрической больницы, сообщая, что Джереми Бентам погиб. После, сидя в баре, он знакомится с Иланой. Когда они идут к нему в номер, она наставляет на него пистолет, говоря, что работает на семью Питера Авеллино, которого Саид убил работая на Бена. («Это наш ты», 10-я серия 5-го сезона) На следующий день Илана сопровождает Саида на рейс 316, где он встречает всех членов шестёрки. («316», 6-я серия 5-го сезона)

### Возвращение на остров
После экстренной посадки самолёта на остров, вся шестёрка (кроме Сун) попадает в 1977 год. Там они работают в DHARMA Initiative, а Саида сажают в клетку. Ему носит сэндвичи двенадцатилетний Бенджамин Лайнус. Его отцу — Роджеру это не нравится, он грубит Саиду. После Бен освобождает Саида, а тот, чтобы Бена не существовало в будущем стреляет в него. Тут появляется Джин и забирает мальчика в больницу ДХАРМЫ. Бен выживает. После Саид спасает Кейт от другого Эрика, который хотел её застрелить. А позже он помогает Джеку с бомбой, но в него стреляет Роджер Лайнус из-за мести.
Когда бомба взрывается, выжившие переносятся в настоящее время — в 2007 год. Но Саид умирает из-за потери крови. К Хёрли является Джейкоб и говорит отнести Саида в Храм. («LA X», премьерная серия 6-го сезона) В Храме Другие спасают Саида, но хотят его отравить, потому что он по словам Догена одержим... («Что делает Кейт», 3-я серия 6-го сезона). После воскрешения утратил все эмоции и стал вести себя, как послушный зомби на побегушках у Лже-Локка. Однако благодаря Десмонду Саид вспоминает свою жену Надью и наконец-то приходит в себя. Саид погибает в 14 серии 6 сезона (The Candidate). На подводной лодке, схватив в руки бомбу и пытаясь всех спасти ценой своей жизни, Саид погибает.

### В альтернативной реальности
В альтернативной реальности Саид летит рейсом Oceanic 815, но тот не разбивается на острове. Синди ищет доктора, Джек вызывается помощь. Чарли находится в уборной в течение получаса и не отвечает. С помощью Саида они выламывают дверь и находят там Чарли без сознания. Джек осматривает его и говорит, что какой-то предмет блокирует его дыхательные пути и воздух не может достигнуть лёгких. Он пытается использовать ручку из своего кармана, чтобы выполнить трахеотомию, и понимает, что ручка исчезла. После нескольких минут Джеку и Саиду удается вытащить из рта Чарли мешочек с героином, который мешал ему дышать. Однако Чарли не радуется, когда узнаёт, что он всё ещё жив. Поскольку Чарли ведут в наручниках к его месту, он сердито говорит Джеку, что лучше бы он умер. («LA X», премьерная серия 6-го сезона)

## Создание персонажа
Саида не было среди первоначального списка персонажей пилотной серии, но продюсеры знали, что им нужен многонациональный актёрский состав. Исполнительный консультант Джефф Пинкер работал с Навином Эндрюсом над недолго просуществовавшим сериалом ABC «Зверь» и хотел привлечь его в «Остаться в живых». То, что Эндрюс заинтересовался предложением, стало неожиданностью для продюсеров. Когда он пробовался на эту роль, всё, что было сказано — это то, что Саид из Ирака и служил в местной армии.

## Критика
Саид был любимцем поклонников с самого начала сериала, Крис Кэрработ из IGN подчеркнул это, говоря о серии «Экономист» — «Саид Джарра — крутой парень, который мог бы посоперничать с Джеком Бауэром, Джеймсом Бондом и Джейсоном Борном». Фейсал Аббас, редактор  издающейся в Лондоне арабской ежедневной газеты «Asharq Al-Awsat» заявлял, что Джарра наряду с другими положительными персонажами-мусульманами (как, например, Дарвин аль-Сайед из «Узнай врага»), появившимися в американской массовой культуре после терактов 11 сентября, стали играть более значительную роль после этих событий в средствах массовой информации. Entertainment Weekly описывал Саида как «занимательного второстепенного персонажа».